# Alexander Kerst
Alexander Kerst (23. února 1924, Kralupy nad Vltavou – 9. prosince 2010, Mnichov) byl německý herec českého původu.

## Život

### Dětství a mládí
Alexander Kerst se narodil jako Friedrich Alexander Kerszt v domě č. p. 124 v Kralupech nad Vltavou. Otec Bedřich Kerst byl bankovní ředitel v Mariánských lázních. Alexandrův dědeček z matčiny strany Jan Priebsch byl ředitelem tehdejší chemické továrny v Kralupech nad Vltavou.

### Herecké začátky
V roce 1942 odmaturoval a po skončení vojenské služby roku 1946 se rozhodl pro studium germanistiky a divadelní vědy ve Vídni. Zároveň také začal navštěvovat renomovaný herecký seminář Maxe Reinhardta. První role získal ve vídeňských divadlech Volkstheater a Burgtheater. Pracoval také jako řečník a reportér rakouského rozhlasu.
V roce 1954 dostává angažmá v německém Kasselu a poté následovaly Wuppertal, Berlín, Mnichov a Hamburk. Mezi lety 1956 a 1962 působil na jevišti Münchner Kammerspiele.

### Filmový herec
Kerst na filmovém plátně debutoval malou rolí ve filmu Dobrodružství ve Vídni. Objevoval se v různých filmech s válečnou tematikou, melodramatech, ale také úspěšných filmových koprodukcích (Maigret a jeho největší případ), či ve filmu 48 Stunden bis Acapulco. Představil se také jako markýz ve filmu Marquise of Arcis, nebo v roli Sira Roberta Chilterna ve filmovém ztvárnění komedie Oscara Wilda Ideální manžel. Českému publiku je známý zejména svojí rolí v detektivní sérii Derrick.
Byl vnímán jako všestranný herec často obsazovaný v ambiciózních literárních adaptacích, kriminálních románech a komediích.
Kromě filmování se celou svou kariéru věnoval i divadlu, pracoval v dabingu a svůj hlas propůjčil mnoha rozhlasovým hrám.

### Konec života
Alexander Kerst zemřel 9. prosince 2010 v Mnichově ve věku 86 let. Pohřben je na hřbitově Bogenhausen v Mnichově.

## Filmografie
- - 1952: Abenteuer in Wien
  - 1953: Flucht ins Schilf
  - 1954: Morgengrauen
  - 1955: Hledané dítě 312 (Suchkind 312)
  - 1955: Dítě potřebuje lásku (Ciske – ein Kind braucht Liebe)
  - 1955: Die Toteninsel
  - 1955: Falsch verbunden
  - 1956: Geliebte Corinna
  - 1956: Das Abschiedsgeschenk
  - 1956: Beichtgeheimnis
  - 1957: Hvězda Afriky (Der Stern von Afrika)
  - 1958: Die Alkestiade
  - 1958: Madeleine Tel. 13 62 11
  - 1958: Stahlnetz: Das zwölfte Messer
  - 1959: Psi, chcete žít věčně? aneb Peklo u Stalingradu (Hunde, wollt ihr ewig leben)
  - 1959: Land, das meine Sprache spricht
  - 1959: Glück und Liebe in Monaco
  - 1960: Am grünen Strand der Spree 3. Teil
  - 1960: Můj spolužák (Mein Schulfreund)
  - 1960: Fährten
  - 1960: Die eiskalte Nacht
  - 1960: Kopf in der Schlinge
  - 1960: Hejtman z Kopníku (Der Hauptmann von Köpenick)
  - 1960: Der Groß-Cophta
  - 1961: Der Mann von drüben
  - 1961: Die Marquise von Arcis
  - 1962: Kaum zu glauben
  - 1962: Letzter Punkt der Tagesordnung
  - 1963: Der Mann aus England
  - 1963: Der Arme Bitos … oder Das Diner der Köpfe
  - 1963: Haus der Schönheit
  - 1963: Kommissar Freytag
  - 1964: Minna von Barnhelm
  - 1964: In der Sache J. Robert Oppenheimer
  - 1964: Katharina Knie
  - 1964: Gewagtes Spiel
  - 1964: Legende einer Liebe
  - 1964: Sechs Stunden Angst
  - 1964: Sie werden sterben, Sire
  - 1965: Herodes und Marianne
  - 1965: Mademoiselle Löwenzorn
  - 1966: Ein idealer Gatte
  - 1966: Das Lächeln der Gioconda
  - 1966: Maigret und sein größter Fall
  - 1966: Wechselkurs der Liebe
  - 1966: Die rote Rosa
  - 1967: Verräter
  - 1967: Das Arrangement
  - 1967: Kurzer Prozess
  - 1967: Das Kriminalmuseum – Die Kamera
  - 1967: 48 Stunden bis Acapulco
  - 1968: Unwiederbringlich
  - 1968: Graf Yoster gibt sich die Ehre
  - 1969: Meine Frau erfährt kein Wort
  - 1969: Der Fall Liebknecht-Luxemburg
  - 1969: Zehn kleine Negerlein
  - 1971: Das Messer
  - 1972: Pater Brown
  - 1974: Die Bettelprinzess
  - 1974: Místo činu: Der Mann aus Zimmer 22
  - 1975: Wie starb Dag Hammerskjöld?
  - 1975: Derrick: Der Tag nach dem Mord
  - 1976: Notarztwagen 7
  - 1977: Místo činu: Spätlese
  - 1977: Richelieu
  - 1977: In freier Landschaft
  - 1977: Derrick: Das Kuckucksei
  - 1978–1984: Der Alte
  - 1979: Esch oder Die Anarchie
  - 1980: Warum die UFOs unseren Salat klauen
  - 1982: Die Erbin
  - 1982: Der schwarze Bumerang
  - 1982: Ich hör’ so gern die Amseln singen
  - 1982: Mozart
  - 1982: S.A.S. Malko – Im Auftrag des Pentagon
  - 1983: Mich wundert, dass ich so fröhlich bin
  - 1983: Gestern bei Müllers
  - 1983: Vichry války (The Winds of War)
  - 1984: Die Dame und die Unterwelt
  - 1985: Marie Ward – Zwischen Galgen und Glorie
  - 1985: Der Tod aus dem Computer
  - 1985: Die Krimistunde
  - 1985: Holcroftův pakt (The Holcroft Covenant)
  - 1987: Der Schatz des Kaisers
  - 1987, 1989: Das Erbe der Guldenburgs 1988: Wiener Walzer
  - 1988: Geheime Reichssache
  - 1989: Roda Roda
  - 1989: Derrick: Ein kleiner Gauner
  - 1990: Die glückliche Familie
  - 1990: Největší z Pierotů
  - 1991: Der Meister des Jüngsten Tages
  - 1991: Sehnsüchte oder Es ist alles unheimlich leicht
  - 1991: Mladá Kateřina Veliká (Die junge Katharina)
  - 1992: Die Ringe des Saturn
  - 1992: Schloss Hohenstein – Irrwege zum Glück
  - 1992: Derrick: Eine eiskalte Nummer
  - 1993: Clara
  - 1994: Zámek Hohenstein (Schloss Hohenstein)
  - 1995: Anna – Im Banne des Bösen
  - 1996: Haló, strejdo doktore! (Hallo, Onkel Doc! )
  - 1998: Věž prvorozeného (I guardiani del cielo)
  - 1998: Die Geliebte und der Priester
  - 2000: SOKO 5113
  - 2001: Rosamunde Pilcher: Vítr nad řekou (Wind über dem Fluss)
  - 2005: Sága rodu Vandenbergů (Die Patriarchin)
  - 2006: Silberhochzeit